# Plan B (Vänsterpartiet)
Plan B var ett dokument som cirkulerade inom en sluten grupp i Vänsterpartiet inför partikongressen i februari 2004. Dokumentet innehöll en diskussion om taktik för att maximera gruppens genomslag i politik och poster, alternativ handlingsplan vid förlorade omröstningar och en eventuell partisplittring. Plan B utmynnade efter kongressen i bildandet av Vägval vänster.

## Dokumentet
Dokumentet föreskrev taktik under kongressen för att vinna ombuds förtroende, att genomföra uttalanden i anslutning till nyckelval (partiledare och partistyrelse), vilken taktik som skulle användas vid avsägelser av uppdrag om valen går dåligt och hur gruppen skulle agera vid eventuella framgångar på kongressen för att "nå maximalt inflytande [över] (politik, vu, 84:an, riksdagsgruppen, etc)."
Vid en kongressförlust resonerar dokumentet kring olika strategier för att ta sig vidare och det delades upp i tre punkter.
1. Överlevnad inom partiet och arbeta för en förändring. "Försöka vinna framgång i ”partikroppen” genom att intensifiera och prioritera jobbet i distrikt och partiorganisationer med syftet att vinna majoriteter på alla nivåer i partiet."
2. Skapa en "finsk situation" (valförbund), det vill säga två partier i ett parti. Vilket "förutsätter i någon mening att VVV går i riktning mot att utvecklas till ett nationellt nätverk organiserat i tydligt strukturerade former. Syftet är fortfarande att stärka vårt politiska och ideologiska inflytande i vänsterpartiet."
3. "Ägna livet åt andra väsentliga ting."

Enligt dokumentet så utgjordes VVV:s "kärna" av 10-20 personer och att de har avgörande inflytande i några partidistrikt.

## Interna stridigheter
Vänsterpartiets kongress blev en stor motgång för Vägval vänster-anhängarna (även kallat förnyarna eller högerfalangen) med följden i många starkt kritiska uttalanden från kretsen runt Vägval vänster.
I maj 2004 bildades den ekonomiska föreningen Vägval Vänster av bland annat Vänsterpartiets tidigare vice ordförande Johan Lönnroth som presenterade föreningen som en partipolitiskt obunden organisation med en öppen verksamhet och således inte skall betraktas som en fraktion (vilket kretsen kring Vägval vänster kallats för efter upptagandet av Plan B). Den vid tiden sittande distriktsordföranden i Göteborg och partistyrelseledamot Mats Pilhem ansåg att det förekom "exklusivt slutna möten" vid sidan om de öppna seminarier som Vägval vänster anordnade. Under samma månad genomfördes en distriktsordförande konferens inom Vänsterpartiet där mötet efterlyste ett "tydligare" agerande från partistyrelsen gentemot Vägval vänster.
I juni 2004 skriver den partinära tidningen Flamman att "Vänsterpartiet tar nu formellt avstånd från delar av Vägval vänsters verksamhet" i ett uttalande riktat mot Plan B och Vägval Vänster. Partistyrelsen ansåg 28 mars 2004 att "Vägval Vänster har valt ett arbetssätt som överensstämmer med delar av den så kallade Plan B" och att planen "föreskriver ett fraktionsarbete". I verksamhetsberättelsen för kongressperioden 2004-2006 skrev partistyrelsen att en ny partisprängning kanske var stundande.
Med anledning av Plan B och det som hänt efter kongressen skrev Dagens Nyheter i november 2004 att Vänsterpartiet "riskerar [att] delas i tre partier" på grund av falangstriderna. Vid kongressen 2006 gick Lars Ohly till hård attack mot kretsen runt Vägval vänster: det är "helt sant att det finns och har funnits en Plan B för att varaktigt splittra partiet /.../ det finns de som vill skada vänsterpartiet" och uppmanade dessa att lämna partiet.
Efter de interna konflikterna lämnade några runt Vägval vänster Vänsterpartiet för att gå med i Miljöpartiet, däribland Karin Svensson Smith, medan andra pacificerades, men flertalet stannade kvar, däribland Stig Henriksson.